# Авторское право в Австралии
Закон об авторском праве Австралии определяет юридически обязательные права создателей творческих и художественных произведений в соответствии с австралийским законодательством. Объём авторского права в Австралии определяется в Законе об авторском праве 1968 года (с поправками). Проекты могут быть покрыты в соответствии с Законом об авторском праве (как скульптуры или рисунки), а также в соответствии с Законом дизайна. С 2007 года исполнители имеют моральные права на записи их работы.
До 2004 года авторские права в Австралии было основаны на правиле «плюс 50», которое не права защищает работает до 50 лет после смерти автора. В 2004 году это было изменено на правило «плюс 70» в соответствии с законодательством США и Европейского Союза, но это изменение не было сделано задним числом. Следствием является то, что работа автора, умершего до 1955 года, как правило, находится в Австралии в общественном достоянии.
Авторское право в Австралии относится к государственному законодательству и создано австралийским парламентом. Исторически основой закона об авторском праве послужил британский закон об авторском праве, но в настоящее время он также отражает международные стандарты, основанные на Бернской конвенции по охране литературных и художественных произведений, других международных соглашениях об авторских правах и многосторонних договорах, а в последнее время, на соглашении о свободной торговле между США и Австралией.

## История
Австралийский закон об авторском праве берет начало с британского закона об авторском праве, который был учрежден в британском парламенте используя Акт 1828, Британский статут Анны 1709. Когда авторское право было введено в Австралии,  британской ззакон об авторском праве был расширен за счет введения в закон положений о литературной собственности, включает гравюры и скульптуры. В 19 век закон  был распространен и на другие произведения, включая картины, рисунки и фотографии. 
К 1901 году,  австралийские колонии, позже государства, также приняли законы об авторском праве. Конституция Австралии дает права федеральному парламенту принимать законы, касающиеся авторского права и интеллектуальной собственности.
Первым австралийским  законодательным актом об авторских правах на федеральном уровне был Закон об авторском праве 1905 года, который представляет собой отход от британского авторского права. Австралия стала частью Британской имперской системы авторского права с 1 июля 1912 года, когда был принят Австралийский закон об авторском праве 1911. Закон Великобритании 1911 применялся на всей территории Британской империи, в том числе и в независимых странах, таких как Австралия, Канада, Новая Зеландия и Южная Африка.
В законе 1911 года сделаны важные изменения в авторском праве. Закон 1911 года отменил авторские права общего права для неопубликованных работ.  Объем имперской системы авторских прав (по изменениям в Законе Великобритании) был расширен включением прав на архитектуру, звуковые записи и движущиеся изображения (анимацию) .

## Закон об авторском праве одна тысяча девятьсот шестьдесят восемь
Британский Закон об авторском праве 1911 продолжали применять в Австралии, пока не вступил в силу 1 мая 1969 года австралийский Закон об авторском праве 1968.  Закон 1968 года был принят после распада имперской системы и после закрытия британского Закона об авторском праве 1956 года.
Закон 1968 года остается в силе с рядом поправок и сегодня. Первая крупная поправка к закону созрела в 1974 году, когда правительство Уитлема поручила Комитету по законодательству об авторском праве, под председательством судьи Франки,  изучить влияние репрографическое воспроизведение на авторском праве в Австралии. Комитет также предложил изучить влияние ксерокопирования на авторские права и  дать рекомендации на какие-либо изменения в австралийском законе об авторском праве, чтобы осуществить  баланс интересов между владельцами авторских прав и пользователями авторского материала в отношении репрографического воспроизведения».

## Срок действия авторских прав
Перед внесением изменений в 2004 году, в Австралии использовалось правило «плюс 50» для определения срока перехода произведения в общественное достояние, то есть литературные, музыкальные или художественные произведения и т. д. переходят в общественное достояние через 50 лет, следующих за годом смерти автора, с некоторыми исключениями. Поправки изменили правило на «плюс 70», что привело законодательство Австралии в соответствие с законами США, Евросоюза, и некоторых других юрисдикций; но это больше, чем минимум «плюс 50» (установленный Бернской Конвенцией). Данное изменение обратной силы не имеет, так что, если авторское право истекло до вступления в силу поправок, оно не возобновляется, в результате чего:
- На любую работу, опубликованную при жизни автора, умершего до 1 января 1955 года, не распространяется авторское право.
- На любую работу, опубликованную при жизни автора, умершего после 31 декабря 1954 года, сохраняются авторские права на 70 лет после смерти автора (период 70 лет отсчитывается от окончания соответствующего календарного года)[3].

Также любая работа, опубликованная после смерти автора, переходит в общественное достояние через 70 лет после года первой публикации.
Фотографии, звуковые записи, фильмы, и анонимные либо изданные под псевдонимом произведения авторского права охраняются в течение 70 лет с момента их первой публикации. Телевизионное и радиовещание защищено авторским правом только на 50 лет после года их первого эфира (хотя материал, содержащийся в эфире может быть отдельно защищён авторским правом).

## Хронология изменений в авторском праве
- 1869 - в штате Виктория принят первый устав по авторскому праву. Похожие законы приняты в Южной Австралии, Южном Уэльсе и Западной Австралии в 1878, 1879 и 1895 годах соответственно.
- 1901 - Федерация Австралии. Федеральному парламенту, в соответствии с разделом 51 (XVIII) австралийской Конституции, предоставляется право принимать законы, касающиеся "авторского права, патентов на изобретения и конструкций и торговых марок."
- 1905 - принят Закон об авторском праве 1905 года.
- 1912 - принят Закон об авторском праве 1912 года.
- 1958 - Верховный суд Австралии посчитал, что новый Закон Великобритании об авторском праве 1956 года не применим в Австралии
- 1959 - принято решение, что большинство положений, входящих в Закон об авторском праве 1956 (Великобритания) должены быть принят в Австралии. Несмотря на это  прошло еще восемь лет перед введением этого решения в новый Австралийский устав.
- 1968 - принят Закон об авторском праве +1968. Отменены положения закона 1912 года.
- В 1973, 1976, 1977, 1979, 1980, 1981, 1982, 1983 годах принимались различные поправки в устав.
- 1984 - принята поправка, касающаяся авторских прав на компьютерные программы.
- В 1985, 1986, 1987, 1988 года принимались новые поправки.
- 1989 - принят Закон об авторском праве 1989.
- В 1991, 1992, 1993, 1994, 1998, 1999, 2000, 2003 годах принимались различные поправки.
- 8 Февраля 2004 года - Австралия и Соединенные Штаты согласовали текст двустороннего соглашения о свободной торговле (AUSFTA). В авторском праве изменена продолжительность действия авторского права. Согласованы стандарты защиты авторских прав, авторских прав, сумма
- 9 Февраль 2004 года - Австралия и Соединенные Штаты подписали закон ЗСТ.
- Августа 2004 - США FTA Реализация Закон проходит сенат, с изменениями. Ссылки на документы и комментарии.
- Декабрь 2006 - приняты поправки в Закон об авторском праве. С января 2007 года Закон рассматривает положения преступных посягательствах на право,  добавлены новые положения, в том числе касающиеся пародии или сатиры, частного копирования, положения, касающиеся библиотек и образовательных учреждений.
- Июнь 2015 году - принята поправка в авторские права, касающиеся интернет-пиратства.

## Авторские сообщества
В Австралии существует ряд обществ, занимающихся использованием авторских материалов от имени авторов и владельцев авторских прав: они помогают преодолеть значительные трансакционные издержки, с которыми сталкиваются авторы при обеспечении и лицензирования своих прав. К таким обществам относятся:
- Australasian Mechanical Copyright Owners Society Ltd (AMCOS) - представляет музыкальных издателей и авторов музыкальных произведений, их  права в воспроизводстве музыкальных произведений;
- Australasian Performing Right Association (APRA): собирает гонорары для владельцев авторских прав на музыкальные произведения, используя  их права на исполнение музыкальных произведений;
- Christian Copyright Licensing International (CCLI);
- Copyright Agency Limited (CAL): собирает гонорары от изготовления печатных материалов;
- Phonographic Performance Company of Australia Ltd (PPCA): собирает гонорары для исполнителей от общественного проигрывания записанной музыки;
- Screenrights: создана в 1990 году, занимается копированием материалов для образовательных учреждений из ТВ и радио;
- Visual Arts Copyright Collecting Agency (VISCOPY): лицензирует авторские права на художественные произведения.